# Apatelodes pudefacta
Apatelodes pudefacta is een vlinder uit de familie van de Apatelodidae. De wetenschappelijke naam van de soort is voor het eerst geldig gepubliceerd in 1904 door Harrison Gray Dyar.

## Synoniemen
- Apatelodes doramia Dyar, 1912[3]